# Mahiedine Mekhissi-Benabbad
Mahiedine Mekhissi-Benabbad (Reims, 15 marzo 1985) è un ex mezzofondista ed ex siepista francese di origine algerina.

## Biografia
Si è messo in mostra a livello giovanile vincendo la medaglia d'oro nei 3000 m siepi agli europei under 23 di Debrecen 2007. 
Ha rappresentato la Francia ai Giochi olimpici estivi di Pechino 2008, classificandosi secondo nei 3000 m siepi, dietro al keniota Brimin Kipruto. 
Ha ottenuto la medaglia d'oro di specialità ai campionati europei di Barcellona 2010, mentre l'anno successivo ha conquistato il bronzo ai campionati mondiali di Taegu 2011.
Nel 2011 è stato sospeso per 11 mesi dopo una violenta lite con il compagno di federazione Mehdi Baala, dopo aver concluso la gara dei 1500 m al meeting Herculis, valido per la Diamond League. Dopo le provocazioni del compagno di squadra, che lo colpisce con una testata, l'atleta francese lo assale con una serie di pugni, prima che i due vengano separati dai commissari di gara.
Ai campionati europei di Helsinki 2012 ha guadagnato la medaglia d'oro nei 3000 m siepi. Al termine della gara si è avvicinato alla mascotte, una ragazzina di 14 anni, e, dopo averle fatto cadere con violenza il regalo che stava cercando di consegnargli, la ha spinta inspiegabilmente con entrambe le mani, cercando di buttarla a terra. L'episodio, che per fortuna si è concluso senza conseguenze per la ragazzina, non è il primo del genere per Mekhissi-Benabbad. Dopo aver vinto la stessa gara nel 2010 a Barcellona, infatti, l'atleta se la prese sempre con la mascotte, chiedendole di inginocchiarsi ai suoi piedi e facendola poi cadere a terra.
Alle Olimpiadi di Londra 2012 ha ottenuto la medaglia d'argento nei 3000 m siepi, superato dal keniota Ezekiel Kemboi.
Agli europei indoor di Göteborg 2013 ha ottenuto il titolo continentale nei 1500 m piani. Ai mondiali di Mosca 2013 si è piazzato terzo nei 3000 m siepi, terminando dietro ai kenioti Ezekiel Kemboi e Conseslus Kipruto.
Il 14 agosto 2014, durante i Campionati europei a Zurigo, corre e ha vinto la gara dei 3000 metri siepi, ma in seguito è stato squalificato per aver corso gli ultimi metri di gara senza la maglietta, tolta prima dell'ultimo ostacolo e senza la quale ha corso gli ultimi 80 metri circa. Mekhissi-Benabbad è stato immediatamente ammonito dai giudici di gara per comportamento improprio, ma successivamente la Spagna ha presentato un ricorso, che è stato accolto e lui è stato squalificato ed ha perso così quella che per lui sarebbe stata la terza medaglia d'oro consecutiva agli Europei di atletica. Tre giorni dopo, in occasione dei 1500 metri piani, si è imposto nettamente grazie a un rabbioso ultimo giro di gara, vincendo così la sua terza medaglia d'oro agli europei.
Ai Giochi olimpici di Rio de Janeiro 2016 si è piazzato sul terzo gradino del podio nei 3000 m siepi, alle spalle del keniota Conseslus Kipruto e dello statunitense Evan Jager.
Agli europei di Berlino 2018, si laurea nuovamente campione continentale nei 3000 m siepi.
Dopo gli europei ha subito diversi infortuni, in particolare a un tendine d'Achille, che lo hanno costretto a rinunciare alle competizioni di livello internazionale.
Il 3 gennaio 2023 ha annunciato il ritiro dall'attività agonistica.

## Palmarès
| Anno | Manifestazione    | Sede           | Evento         | Risultato | Prestazione | Note                                     |
| ---- | ----------------- | -------------- | -------------- | --------- | ----------- | ---------------------------------------- |
| 2004 | Mondiali di cross | Bruxelles      | Corsa juniores | 60º       | 27'08"      |                                          |
| 2004 | Mondiali juniores | Grosseto       | 3000 m siepi   | Batteria  | 9'09"53     |                                          |
| 2005 | Europei under 23  | Erfurt         | 3000 m siepi   | Batteria  | 8'49"95     |                                          |
| 2007 | Europei under 23  | Debrecen       | 3000 m siepi   | Oro       | 8'33"91     |                                          |
| 2007 | Mondiali          | Osaka          | 3000 m siepi   | Batteria  | 8'33"11     |                                          |
| 2008 | Giochi olimpici   | Pechino        | 3000 m siepi   | Argento   | 8'10"49     |                                          |
| 2009 | Mondiali          | Berlino        | 3000 m siepi   | Batteria  | dnf         |                                          |
| 2010 | Mondiali indoor   | Doha           | 1500 m piani   | 8º        | 3'45"22     |                                          |
| 2010 | Europei           | Barcellona     | 3000 m siepi   | Oro       | 8'07"87     |                                          |
| 2011 | Mondiali          | Taegu          | 3000 m siepi   | Bronzo    | 8'16"09     |                                          |
| 2012 | Europei           | Helsinki       | 3000 m siepi   | Oro       | 8'33"23     |                                          |
| 2012 | Giochi olimpici   | Londra         | 3000 m siepi   | Argento   | 8'19"08     |                                          |
| 2013 | Europei indoor    | Göteborg       | 1500 m piani   | Oro       | 3'37"17     |                                          |
| 2013 | Mondiali          | Mosca          | 3000 m siepi   | Bronzo    | 8'07"86     |                                          |
| 2014 | Europei           | Zurigo         | 1500 m piani   | Oro       | 3'45"60     |                                          |
| 2014 | Europei           | Zurigo         | 3000 m siepi   | Finale    | dq          |                                          |
| 2016 | Europei           | Amsterdam      | 3000 m siepi   | Oro       | 8'25"63     |                                          |
| 2016 | Giochi olimpici   | Rio de Janeiro | 3000 m siepi   | Bronzo    | 8'11"52     | Miglior prestazione personale stagionale |
| 2017 | Mondiali          | Londra         | 1500 m piani   | Batteria  | 3'46"17     |                                          |
| 2017 | Mondiali          | Londra         | 3000 m siepi   | 13º       | 8'34"53     |                                          |
| 2018 | Europei           | Berlino        | 3000 m siepi   | Oro       | 8'31"66     |                                          |

## Altre competizioni internazionali
2006
- Coppa Europa di atletica leggera ( Malaga)
- 8º in Coppa del mondo ( Atene), 1500 m piani - 3'55"89

2007
- Coppa Europa di atletica leggera ( Monaco di Baviera)

2008
- Oro al DécaNation ( Parigi), 3000 m siepi - 8'53"71

2010
- Bronzo in Coppa continentale ( Spalato), 3000 m siepi - 8'09"96
- Oro al DécaNation ( Annecy), 3000 m siepi - 8'27"27

2013
- Argento al Meeting de Paris ( Parigi), 3000 m siepi - 8'00"09

2014
- Bronzo in Coppa continentale ( Marrakech), 1500 m piani - 3'49"53